# 微波炉

微波炉

微波炉是指利用微波波段的電磁波加热食品的家用或工业用電器。食品中存在的电极性分子会在微波的震荡下旋转，从而产生热量。多腔磁控管技术的进步使得这一原理的应用得以实现。

## 历史
使用微波来烹饪食物的方法是首先由任職雷神公司的培西·史賓賽想到的，培西·史賓賽过去为公司建造雷达设备的磁电管。一天，他在一个启动的雷达设备上工作时，突然发觉自己放在口袋里的花生巧克力融化了。經培西·史賓賽的思索和研究，發現他的巧克力是被微波所融化，所以認為磁控管也能用來烹飪。
1960年代，利顿电子公司设计了一种磁控管，将其应用于微波炉中，但利顿公司并未把微波炉的市场设想为家庭。而日本人佐佐木正治认为这项技术可以用于家用烹调，并说服日本早川公司（即夏普公司的前身）实践他的想法，雖然這是一項新科技，實際上以物理學的角度看，電磁波早就在烹飪當中使用了，就是點燃爐火的紅外光熱能來加熱食物，不過微波的加熱形式更方便，在1962年人類烹飪革命的微波炉开始大规模生产。

## 工作原理
如果一些物体（比如液态水）含有电极性分子并且这些分子可自由震荡，那么它们可被微波炉加热。当这些物体被置于微波传播空间中，在微波高频振荡（微波炉常采用2.45 GHz的微波）的电磁场作用下，物体中的电极性分子（尤其是水分子，可强烈地对微波作出响应）的方向会随振荡電場一起振动，一个分子的固有电磁场被改变并影响邻近分子，于是分子的振動便在分子之間傳遞開去，分子振動就是內能，增加內能就是加熱，微波能令物質中的內能增加，也即是能令物質加熱。虽然非电极性分子也会因電場产生一些位移极化，但这本身对内能几乎没有贡献。有的食物本身就有自由的电极性分子，因此可以被微波直接加热；其他食物只要与水均匀混合，也可以通过水间接地被微波加热。另外，有說微波加熱是分子共振的結果，這是錯誤的，水分子的共振頻率為1THz以上。
有些情況下，微波加熱可以做到由內而外，即內部溫度上升比表面快。例如內部有較多水份而表面較乾，這樣內部加熱就會比表面快；又例如內部的熱容量比表面低，內部溫度上升就比較快。但並不是所有食物被微波加熱時都有此情況出現。

## 效率
微波爐只能將其耗用的部份電能轉為熱能，以一個1100W的微波爐為例，一般只有700W的微波產生，效率為64%。雖然產生微波的效率不高，但因為微波加熱不會浪費熱能於器皿上，也較小在空氣中散失，所以仍有不差的效率。

## 使用須知

一些塑料容器底部带有微波安全标志，这些容器可以在微波炉内加热。

### 容器和包装
- 所有金属在微波中都会变成天线产生电流。摺疊的金屬在微波加熱的情況下會產生電弧（蓝色火花）。當微波使金屬累積電能，捏成一團的金屬使電流跳過空隙，並產生電弧。如：用鋁箔摺成的小球放在微波爐加熱時，表面出現火花。此爆閃的現象對現代微波爐而言不容易產生危害，但仍有風險。[4]比较平整的金属相比之下只会产生电流，起到加热作用。有专门涉及利用这个原理辅助加热的设备。[5][6]
- 平面的金屬在微波爐中碰到爐壁時，電流會經爐壁傳回磁控管，使磁控管熔化，引致短路。[4]
- 微波炉加热糖类和脂肪会产生局部高温，可能导致塑料熔化或着火，或者释出其中的塑化劑。因此用微波炉必须选用注明“微波安全”符号的塑料容器和保鮮紙，以免食入塑料。[7][8]譬如PVC制品有很多可以用于低温食品，但不能用于微波炉。[9]塑化剂中最受管制的是双酚A和邻苯二甲酸酯，都有类雌激素作用。[10][11]曾有人担心塑料产生二恶英，但这其实是为了从实际存在的风险转移焦点的红鲱鱼手法。[10]

| 材質名稱 | 常用於                                                 | 耐熱溫度(℃) | 耐油 |
| -------- | ------------------------------------------------------ | ----------- | ---- |
| PETE     | 茶或碳酸飲料的寶特瓶                                   | 60~85       | 是   |
| HDPE     | 塑膠袋、紙盒或紙碗或紙杯的內層、保鮮膜                 | 90~110      | 是   |
| PVC      | 保鮮膜                                                 | 60~80       | 是   |
| LDPE     | 塑膠袋、紙盒或紙碗或紙杯的內層                         | 70~90       | 是   |
| PP       | 塑膠袋、紙盒或紙碗或紙杯的內層、可微波的塑膠容器、吸管 | 100~140     | 是   |
| PS       | 泡麵的碗                                               | 70~90       | 否   |
| 其他     | 美耐皿、運動水壺                                       | 120~130     | 是   |

### 食物
- 脂肪和糖的比热容比水低，所以在微波加热时升温更快；因为沸点更高，所以能达到的最高温度也会高得多。因此加热有油脂和糖霜的食物会发现这些部分更快加热，引发焦糖化和美拉德反应把食物变成褐色或者干脆烧焦。
- 微波烹饪对于高水分食品如粥、饭、面条、牛奶、蔬菜等是合适的。脂肪含量高水分含量低的食物，如坚果、奶酪、五花肉等，用微波炉加热时由于温度上升过快容易焦煳。
- 使用微波爐加熱脂肪含量高的食物，如：含有大量脂肪的肉类食品時，應在容器上方加上蓋子，以免脂肪因過熱噴離肉類至爐內部。
- 帶殼、帶皮食物須戳破或去除外皮後再微波，否則會因內部水分蒸發導致内部壓力增加而爆裂。
  - 帶殼蛋不論生熟都不應微波加热。去壳生蛋须刺破蛋黄，否则高温加热时也会爆裂喷溅；去壳熟蛋因蛋白緊密包覆，蛋黄依然有可能爆裂，需切開加热。[12][13][14]
- 加熱液體時應避免單獨入微波爐加熱，要放置攪拌棒等以助熱能釋放。没有杂质的蒸馏水加熱後尤其不應立即取出，因温度可能已经超过沸点但仍然不沸腾汽化，一旦受到扰动则会暴沸灼傷。一般家用自来水因为其中含有少许杂质，单独加热也会沸腾。[4]
- 婴儿食品谨慎使用微波炉加热，中国农业大学食品学院营养与食品安全系副教授范志红表示，这主要是为了避免加热不均匀带来的营养素损失，也避免过高的温度可能产生有害物质。因为婴儿对营养素的需求是非常严格的，身体的解毒能力也远未发育完全。[15]不过实际上研究说明微波炉加热比用火更能保留微量营养素。[16]
- 微波炉的热量和一般烹饪一样可以杀死细菌、破坏一些毒素。但是微波炉加热不甚均匀且时间较短，如果有没有热足的部分就有引发食物中毒的可能。[17]

### 其他
- 研究显示，使用微波炉并不会增加致突变原或致癌原。[18]
- 留意時間上限問題。
- 医学界的确禁止使用普通微波炉融化冰冻的血浆，原因在于用普通微波炉加热时，血液制品因受热不均匀，容易出现局部过热。而血液一旦温度升高到40℃以上就会出现溶血，严重的溶血反应可以导致身体组织死亡，危及患者生命。这种医疗事故并非是微波加热本身会产生毒性。

## 参見
- 塑胶分类标志
- 速食文化
- 微波爐便當